# Уруть колосистая
Уру́ть колоси́стая, или Уруть колосо́вая (лат. Myriophýllum spicátum) — типовой вид рода Уруть (Myriophyllum) семейства Сланоягодниковые (Haloragaceae).

## Распространение и экология
Уруть колосистая обитает в стоячих или медленнотекущих водах, богатых известью, с илистым дном. Обычно приурочена к пресным водам, но может жить и в солоноватой воде. В настоящий момент встречается по всему Северному полушарию — в Европе, Азии, Северной Америке и Северной Африке, кроме того, была обнаружена в Сомали и на Филиппинах.
В Альпах Уруть колосистая встречается на высоте до 930 м, в Пакистане — 1000—2500 м, в Китае — до 4200 м, а в некоторых местах Тибета — более 5200 м над уровнем моря.
Этот вид был завезён в Северную Америку, вероятно, в 1940-х годах, где в некоторых районах стал инвазивным видом. По состоянию на 2003 год уруть колосистая встречалась во всех штатах США и смежных территориях за исключением Вайоминга и Монтаны, а наиболее засорёнными были Род-Айленд, Нью-Йорк, Нью-Джерси, Мичиган, Миннесота и Вашингтон.
Опыление цветков осуществляется водой (гидрофилия), также пыльца может переноситься ветром или насекомыми. Плоды распространяются посредством воды. Зимних турионов (отпрысков от почки на корневище) не образует.

## Ботаническое описание

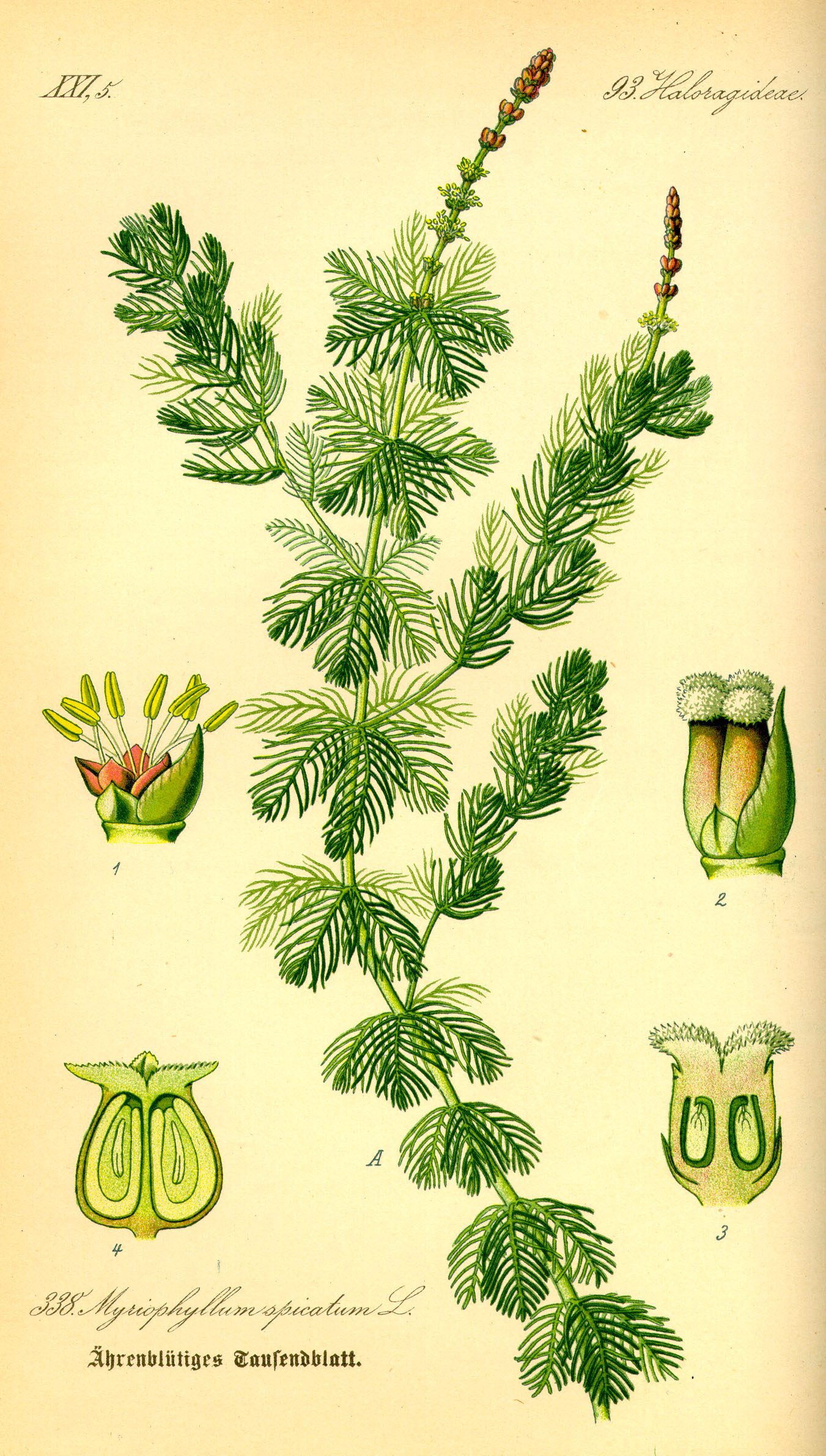
Уруть колосовая (Myriophyllum spicatum).

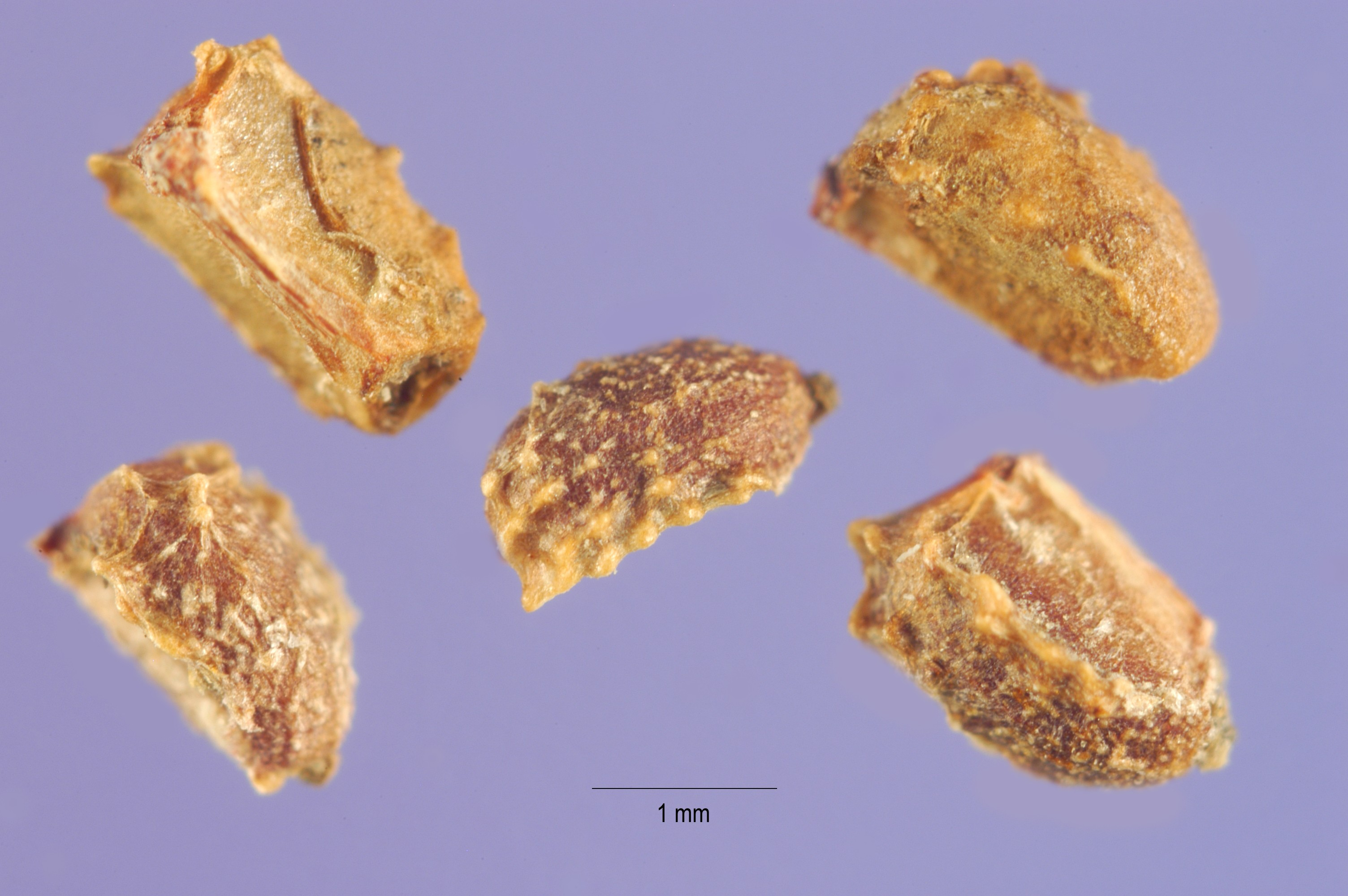
Семена

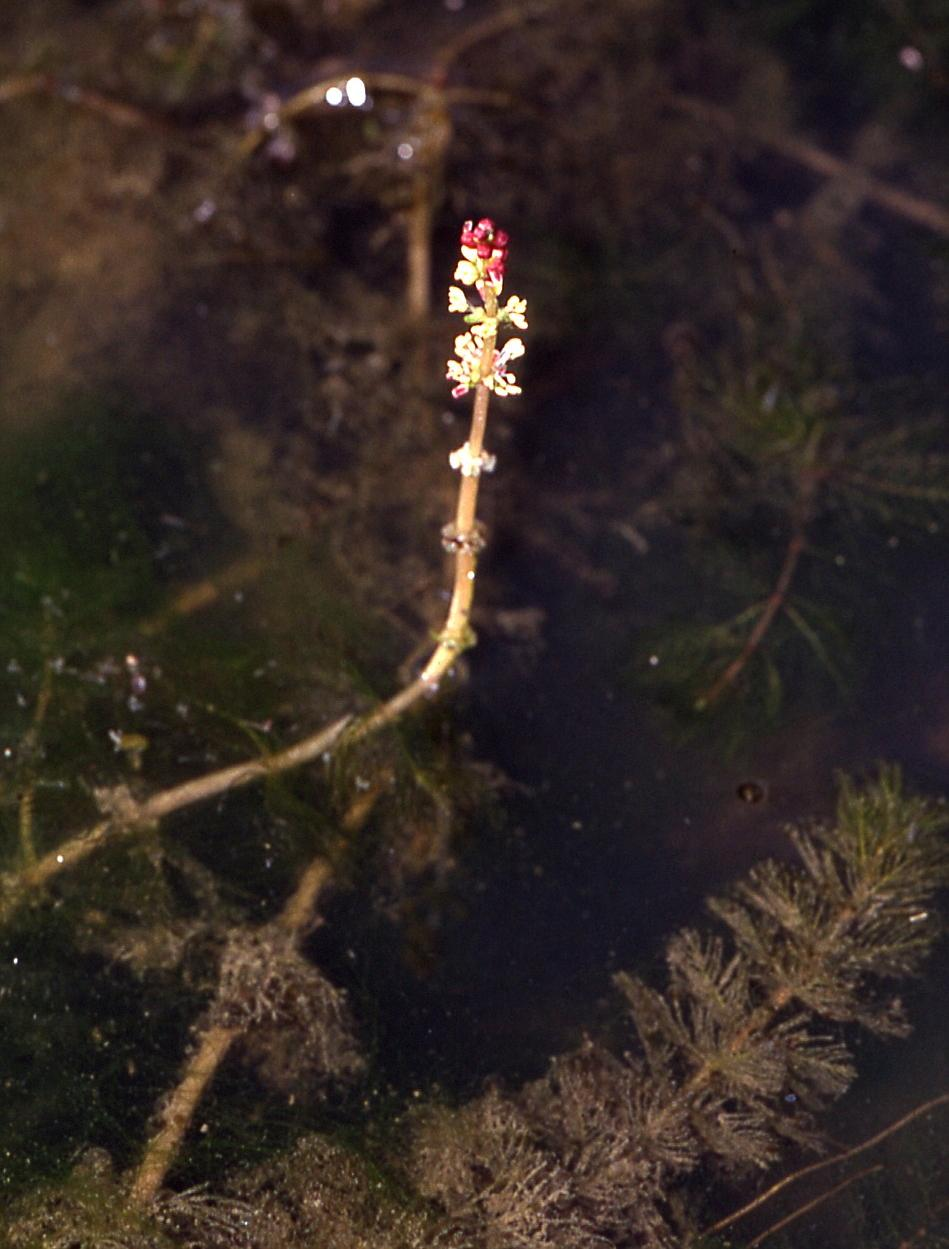
Соцветие

### Вегетативные органы
Многолетнее водное травянистое растение. Имеет тонкие ветвящиеся стебли 40—200 см длиной. Они красноватого или коричневого цвета, покрыты ярко-зелёными наростами. Кроме того, молодая поросль имеет аэренхиму. Растение снабжено корневищем, уходящим в воду на глубину 1—1,5 м. Листья погружены в воду, обычно 1,5—3,5 см длиной, собраны в мутовки по 4 (редко 3 или 5), перистые, с 14—40 перообразными листочками 4—13 мм длиной, расположенными более или менее супротивно.

### Генеративные органы
Растения однодомные. Цветки собраны в пазушные колосья 5—15 см длиной, вертикально поднимающиеся над поверхностью воды, причём мужские цветки находятся сверху, а женские снизу. Изредка имеются также гермафродитные цветки. Цветки бледные, розовые или, редко, белые, 4—6 мм длиной. Верхние цветковые чешуи округлые и цельные, короче цветков, нижние могут иметь изрезанную форму. Мужские цветки колоколовидные, имеют чашечку, 4 лепестка и 8 тычинок. Цветочные плёнки женских цветков имеют гребневидную форму, сами же цветки трубчатые, лепестки часто отсутствуют или очень маленькие. Кроме того, имеет место вегетативное размножение. В этом случае новые растения могут образовываться из частей родительского растения.
Плод — схизокарпий из 4-х долей, около 2 мм длиной. Каждая доля содержит 1 семя.

### Гибриды
Уруть колосистая имеет 12—21 пару листочков, в то время как северная уруть сибирская (Myriophyllum sibiricum) имеет лишь 5—9 пар. Эти два вида способны образовывать гибридное потомство. Эти гибридные растения могут привести к некоторым трудностям в таксономии, так как число пар листочков у них может быть промежуточным или совпадать с таковым у родителей.

## Химические особенности
Уруть колосистая образует эллаговую, галловую и пирогалловую кислоты и (+)-катехины, а также аллелопатические полифенолы, препятствующие росту синезелёной водоросли Microcystis aeruginosa.

## Значение и применение
По наблюдениям О. И. Семёнова-Тян-Шанского в Лапландском заповеднике зелёные части растения поедаются европейским лосём (Alces alces Linnaeus). В свежем и сухом состоянии может быть использована на корм скоту.

### Аквариумистика
Изредка уруть колосистую используют как аквариумное растение.

### Инвазивность
Уруть колосистая быстро размножается в озёрах и других водоёмах, где нет коренных водных растений. Они способны вытеснять другие растения и образуют густые скопления, препятствующие восстановлению водоёма. За счёт быстрого размножения фрагментами стеблей растение может быстро увеличивать свою численность, что, в свою очередь, приводит к ещё более интенсивному размножению. Гибрид этого вида с урутью сибирской также стал инвазивным в Северной Америке.

## Классификация

### Таксономия
Myriophyllum spicatum L., 1753, Sp. Pl. : 992
Вид Уруть колосистая относится к роду Уруть (Myriophyllum) семейства Сланоягодниковые (Haloragaceae) порядка Камнеломкоцветные (Saxifragales). Таксономическая схема в соответствии с Системой APG IV по состоянию на декабрь 2023 года:
|  |                          |  |                                   |                                   |                            |  | еще 14 семейств | еще 14 семейств |                      |  |  |  | еще 68 подтвержденных видов и 18 видов, ожидающих подтверждения |
|  |                          |  |                                   |                                   |                            |  | еще 14 семейств | еще 14 семейств |                      |  |  |  | еще 68 подтвержденных видов и 18 видов, ожидающих подтверждения |
|  |                          |  |                                   | порядок Камнеломкоцветные         |                            |  |                 |                 | род Уруть            |  |  |  |                                                                 |
|  |                          |  |                                   | порядок Камнеломкоцветные         |                            |  |                 |                 | род Уруть            |  |  |  |                                                                 |
|  | клада Цветковые растения |  |                                   |                                   | семейство Сланоягодниковые |  |                 |                 | вид Уруть колосистая |  |  |  |                                                                 |
|  | клада Цветковые растения |  |                                   |                                   | семейство Сланоягодниковые |  |                 |                 |                      |  |  |  |                                                                 |
|  |                          |  | ещё 63 порядка цветковых растений | ещё 63 порядка цветковых растений |                            |  |                 | еще 6 родов     | еще 6 родов          |  |  |  |                                                                 |
|  |                          |  |                                   | ещё 63 порядка цветковых растений |                            |  |                 |                 | еще 6 родов          |  |  |  |                                                                 |